# Criquebeuf-la-Campagne
Criquebeuf-la-Campagne är en kommun i departementet Eure i regionen Normandie i norra Frankrike. Kommunen ligger i kantonen Le Neubourg som tillhör arrondissementet Évreux. År 2022 hade Criquebeuf-la-Campagne 351 invånare.

## Befolkningsutveckling
Antalet invånare i kommunen Criquebeuf-la-Campagne
Referens:INSEE